# Ctenocephalides brygooi
Ctenocephalides brygooi är en loppart som beskrevs av Beaucournu 1975. Ctenocephalides brygooi ingår i släktet Ctenocephalides och familjen husloppor. Inga underarter finns listade i Catalogue of Life.